# Brad Sherman

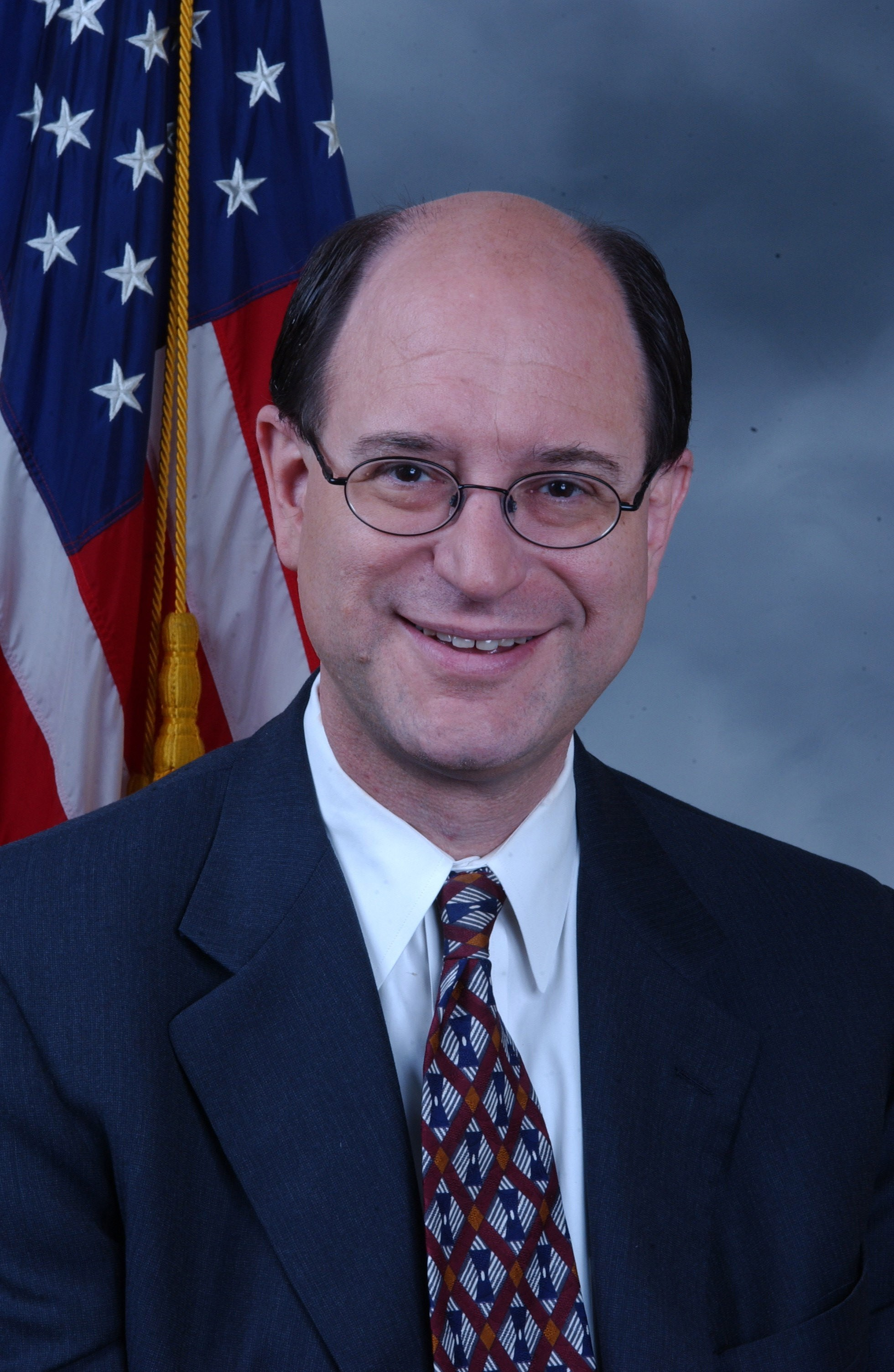
Brad Sherman

Bradley J. "Brad" Sherman, född 24 oktober 1954 i Los Angeles, Kalifornien, är en amerikansk demokratisk politiker. Han är ledamot av USA:s representanthus sedan 1997.
Sherman gick i skola i Marke Kepple High School i Alhambra och i Corona del Mar High School i Newport Beach. Han utexaminerades 1974 från University of California, Los Angeles och avlade 1979 juristexamen vid Harvard Law School.
Kongressledamot Anthony Beilenson kandiderade inte till omval i kongressvalet 1996. Sherman vann valet och efterträdde Beilenson i representanthuset i januari 1997. Han har omvalts sex gånger.
Sherman är judisk. Han bor i Sherman Oaks och är gift med Lisa Kaplan Sherman.